# كأس الاتحاد الأوروبي 1977–78
كأس الاتحاد الأوروبي 1977–78 (بالإنجليزية: 1977–78 UEFA Cup)‏ هو الموسم السابع من بطولة كأس الاتحاد الأوروبي. أقيم بمشاركة 64 فريقاً.
حقق بي إس في آيندهوفن الهولندي لقب البطولة للمرة الأولى في تاريخه بعد فوزه في النهائي على باستيا الفرنسي بنتيجة 3-0 في مجموع المباراتين.